# Bastion Leibfried

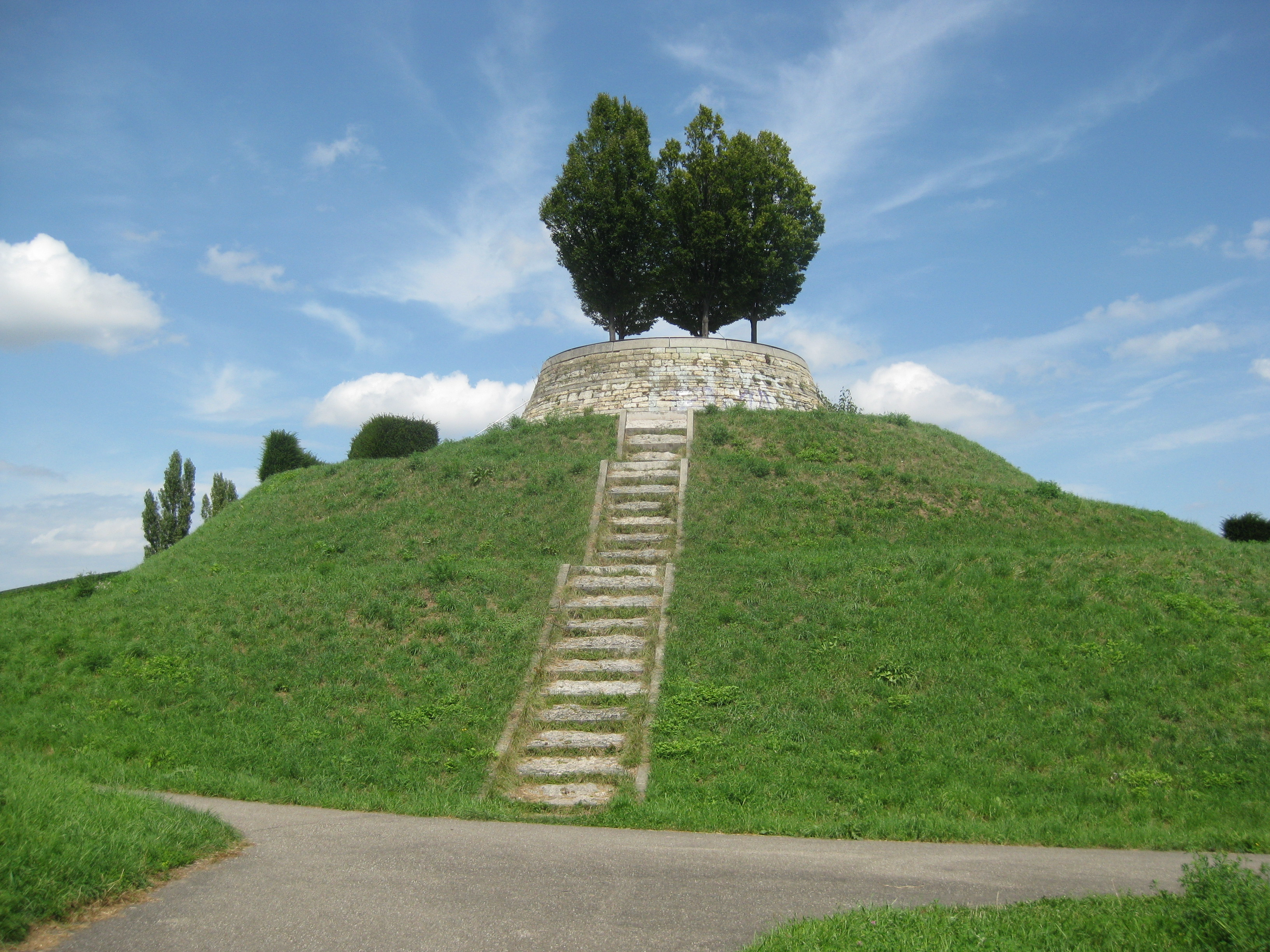
Bastion Leibfried von Norden (2009)

Die Bastion Leibfried ist ein künstlicher Aussichtshügel, der nach den Entwürfen des Landschaftsarchitekten Hans Luz und seines Büros im Leibfriedschen Garten in Stuttgart errichtet wurde.
Sie ist eine der Kunststationen, die zur Internationalen Gartenbauausstellung 1993 (IGA '93) in der Parklandschaft des Grünen U in Stuttgart installiert wurden und nach der Ausstellung erhalten blieben.

## Lage

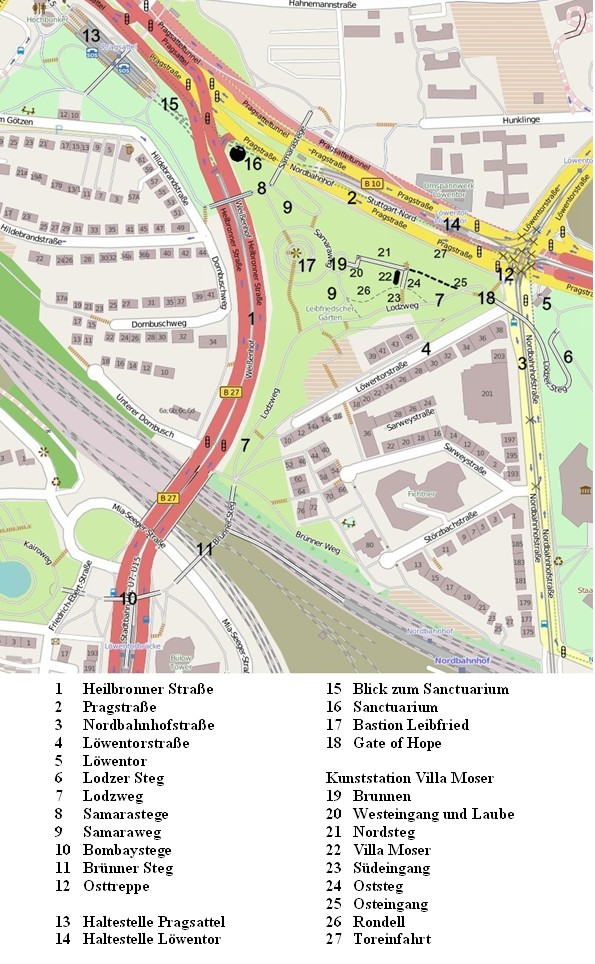
Plan des Leibfriedschen Gartens.

Hinweis: Ziffern in Klammern, z. B. (12), verweisen auf die entsprechenden Nummern im Plan des Leibfriedschen Gartens.
Die Bastion Leibfried (17) liegt im nordwestlichen Teil des Leibfriedschen Gartens, in einem spitzen Winkel zwischen der Heilbronner Straße (1) und der Pragstraße (2), die beide zu den am stärksten befahrenen Straßen Stuttgarts zählen. In dem Hügel treffen sich der nord-südlich verlaufende Lodzweg (7) bzw. Samaraweg (9), die den Brünner Steg (11) mit den Samarastegen (8) verbinden, und in der Verlängerung des Lodzer Stegs (6) die west-östlich verlaufende Kunststation Villa Moser, deren Brunnen (19) und Laube (20) der Bastion unmittelbar benachbart sind.

Der Leibfriedsche Garten fungiert innerhalb des Grünen U, einer geschlossenen Grünanlage von acht Kilometern Länge, als Bindeglied zwischen dem Rosensteinpark und dem Wartberg und dem anschließenden Höhenpark Killesberg. Der Garten liegt im Stuttgarter Stadtbezirk Stuttgart-Nord am Pragsattel, Stuttgarts Verkehrsknotenpunkt Nummer eins.  

## Zugang
Die Bastion Leibfried kann man auf zwei Wegen erreichen (beide Wege sind auch für Behinderte geeignet):
1. Von der Stadtbahnhaltestelle Pragsattel läuft man stadteinwärts den Fußweg zwischen Hildebrandstraße und Pragstraße bis zu den Samarastegen (8) und biegt dort nach rechts in den Samaraweg ein (9), der direkt zur Bastion führt.
2. Von der Stadtbahnhaltestelle Löwentorbrücke aus folgt man der Rampe hinauf zu den Bombaystegen (21). Über den rechten Zweig der Stege gelangt man zum Lodzweg (7) und auf diesem direkt zur Bastion.

## Beschreibung
Bei der Planung der Internationalen Gartenbauausstellung 1993 legte Hans Luz großen Wert auf Aussichtspunkte und Sichtbeziehungen:
„So gibt es beim Heraufwandern vielerlei Punkte mit unterschiedlichen Blickrichtungen und Blickwinkeln: in die Nähe – auf und in die neuen Gärten und in die Ferne – auf die Kulisse der Stadt- und Kulturlandschaft. Um sich aber einige Male auch einen weiteren Überblick und einen Bezug zu unserer Stadtlandschaft zu verschaffen, bedurfte es zweimal einer Überhöhung: auf halbem Weg im Leibfriedschen Garten mit dem Ausbau des Wasserbehälters der ehemaligen Villa zu einem kegelförmigen Aussichtsberg und ganz oben im Killesbergpark mit einem Aussichtsturm.“
An der Stelle, wo sich die Bastion Leibfried erhebt, befand sich früher der Wasserbehälter für die Wasserspiele im Garten der nahegelegenen Villa Moser. Von der Aussichtsplattform aus „erschließen sich dem Besucher zugleich das Weichbild der Stadt und die alltägliche Realität des Pragsattels, eines der wichtigsten Verkehrsbauwerke der gesamten Region Stuttgart“.
Die Bastion Leibfried wird von einem äußeren Ringweg umschlossen, in den drei andere Wege einmünden, einer im Norden und zwei im Süden. Der kegelstumpfförmige Aussichtshügel, der einem riesigen Maulwurfshügel ähnelt, wird von einer Bastion gekrönt, einer ringförmigen Natursteinmauer, die eine Aussichtsplattform einschließt. Der Hügel ist zusammen mit der Bastion ca. 11 m hoch und hat einen Durchmesser von ca. 60 m; die Bastion misst ca. 12 m im Durchmesser.

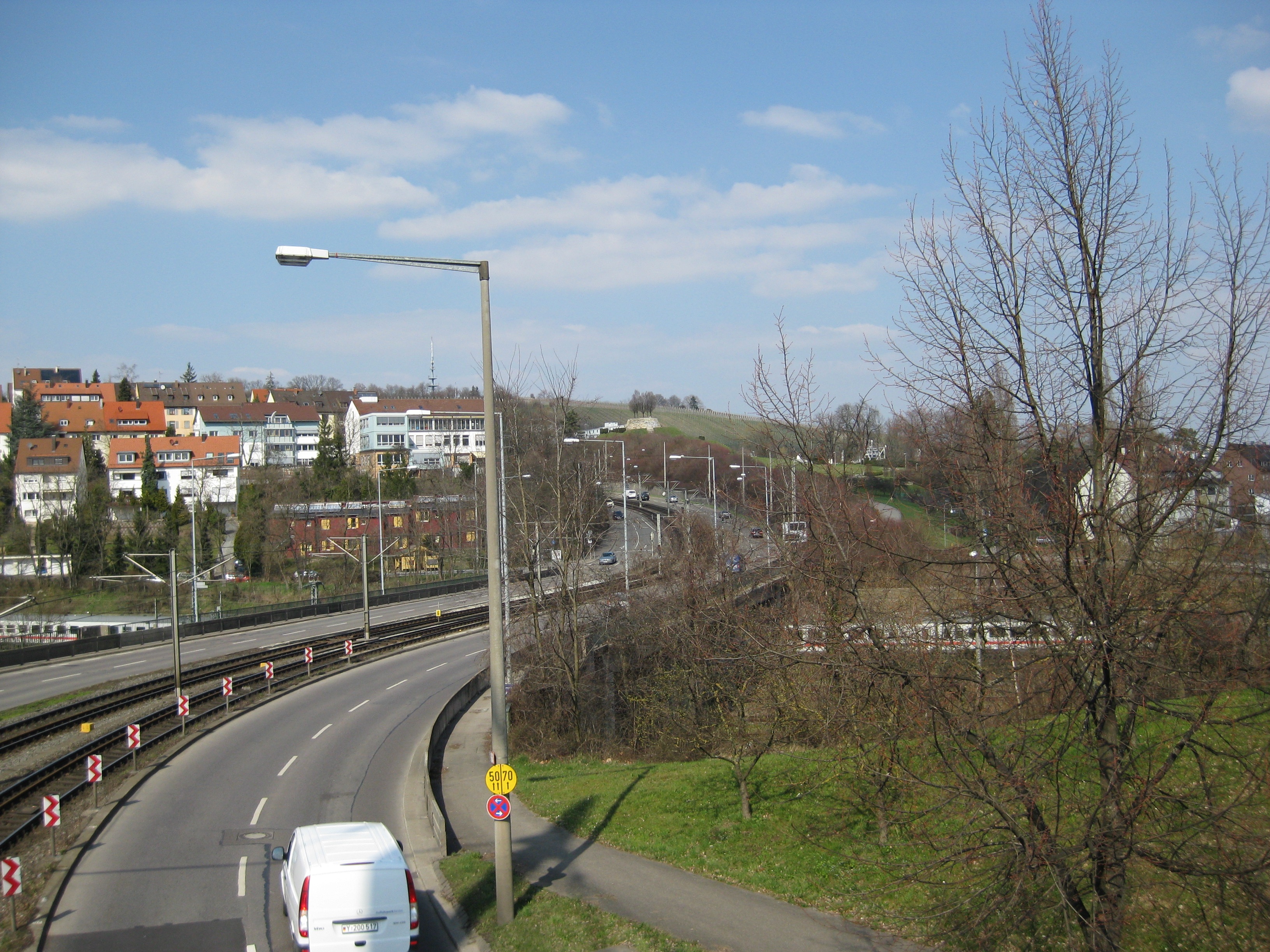
Ansicht von Süden (Heilbronner Straße).
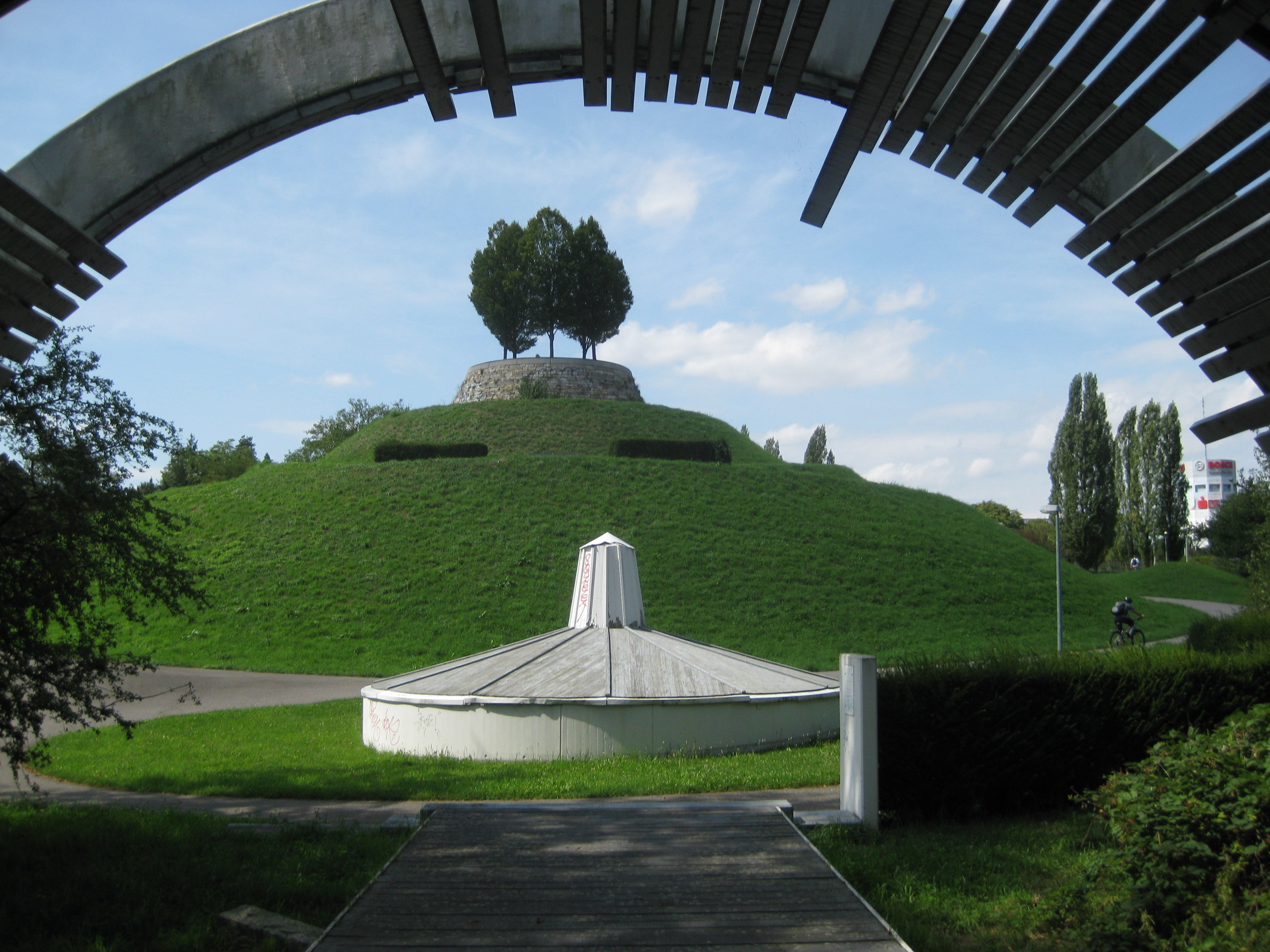
Ansicht von Osten (Laube und Brunnen der Kunststation Villa Moser).
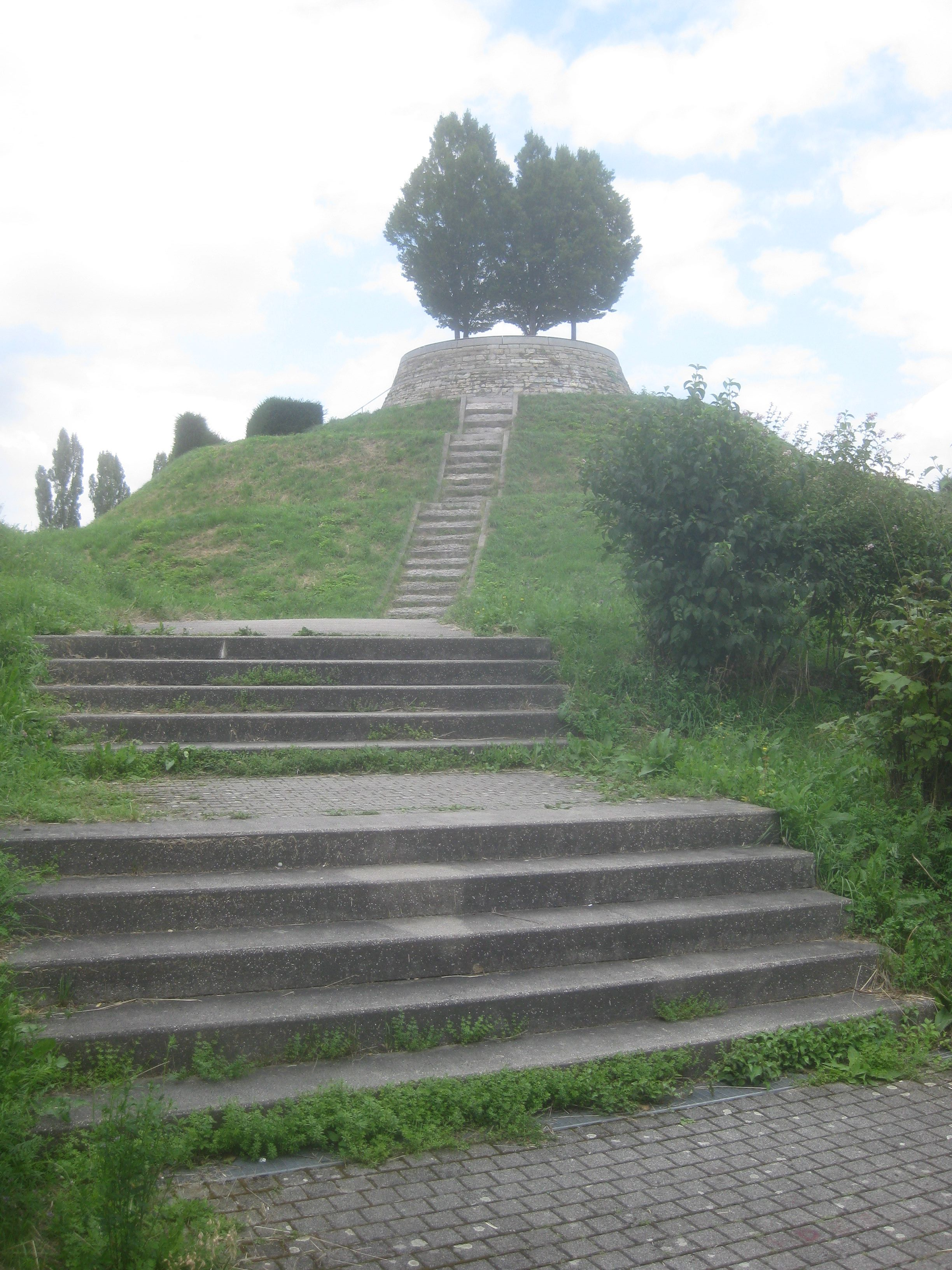
Ansicht von Süden.
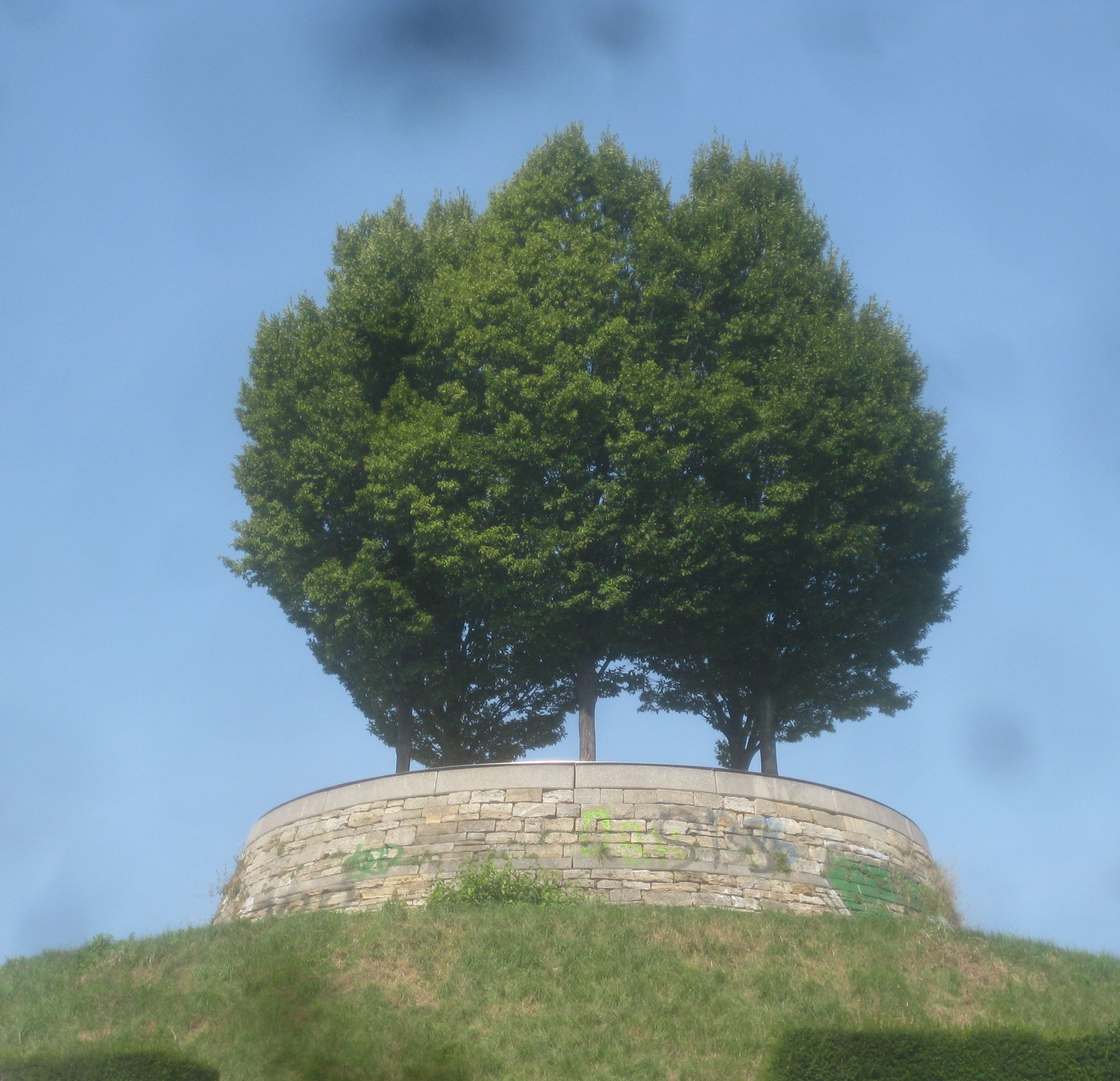
Bastion.

Die Bastion erreicht man, ausgehend von einem Zugang im Westen, über fünf exzentrische Ringwege (einschließlich des äußeren Ringwegs), die sich abwechselnd im Westen bzw. Osten berühren. Die Wegführung erinnert an den Killesbergturm, bei dem zwei gegenläufige Wendeltreppen zur obersten Plattform führen. Die Berührungspunkte der Ringwege liegen in einer Achse mit dem weiter östlich gelegenen Brunnen der Kunststation Villa Moser. Die Übergänge zwischen den Ringwegen werden von je zwei Eibenbosketten flankiert. Siehe auch: Titelbild mit schematischem Grundriss.
Am Übergang zwischen den beiden obersten Ringwegen im Westen gelangt man zu einer Treppe, die zur Bastion hinaufführt. Außer dem Zugang über die Ringwege gibt es zwei Treppen, die direkt von dem nördlichen bzw. südwestlichen Zugangsweg den Hügel hinauf bis zum obersten Ringweg führen. Diese kuriosen Scheintreppen sollen als Wasserrinnen dienen und bestehen aus grob behauenen Stufen mit schief abfallenden Auftritten. Über ihre Entstehung berichtet Hans Luz:
„Für die konkave Form eines Aussichtsberges im Leibfriedschen Garten hatten wir mit großer Mühe und unendlicher Geduld der Bearbeiterin eine Treppe entwickelt, bei der alle Stufen dem Regelmaß 2 x Höhe + Auftritt = 64 entsprechen, bei der aber jede Stufe ein anderes Auftritts- und Höhenmaß hat, angefangen bei ganz flach bis zu ganz steil.“ Die Treppen „durften wegen irgendwelcher berufsgenossenschaftlichen Versicherungsvorschriften nicht gebaut werden und wurden aus Verlegenheit durch eine der Genehmigung standhaltende raue Wasserrinne ersetzt“
Die Aussichtsplattform krönen fünf hochstämmige Hainbuchen, die der Bastion ihr weithin sichtbares Gepräge verleihen. Auf der Brüstung der Bastionsmauer sind ringsum Edelstahltafeln mit gravierten Texten angebracht, die die Aussicht erklären sollten, inzwischen aber durch Vandalen fast unbrauchbar gemacht wurden:
„Anstelle von bei Aussichtsplattformen der Wandervereine üblichen reinen Panoramatafeln hat uns [der Stuttgarter Journalist] Karl Heinz Fuchs ... nicht nur die Orte beschrieben, die man sieht, sondern zu den wichtigsten und interessantesten Punkten beschauliche, humorvolle und auch hintergründige Geschichte erzählt und aufgeschrieben. Leider sind die Texte vergilbt, werden verschmiert und auch nicht mehr erneuert.“

Vier Panoramatafeln im heutigen Zustand (2013).